# Diez mil maneras
"Diez mil maneras" es una canción interpretada por el cantante español David Bisbal, lanzada como segundo sencillo de su quinto álbum de estudio Tú y Yo, el 23 de enero de 2014. La canción fue escrita por Christopher Nissen, Justin Gray, Johan Wetterberg y Ximena Muñoz, y producida por Sebastián Krys.

## Listas

### Listas semanales
| Listas (2014)                                 | Mejor posición |
| --------------------------------------------- | -------------- |
| Dominican Republic Pop Chart (Monitor Latino) | 11             |
| Mexico (Billboard Mexican Airplay)            | 10             |
| Mexico (Monitor Latino)                       | 5              |
| Spain (PROMUSICAE)                            | 1              |
| 40                                            | 40             |
| 36                                            | 36             |
| 16                                            | 16             |

### Listas de fin de año
| Lista (2014)        | Posición |
| ------------------- | -------- |
| España (PROMUSICAE) | 3        |